# Muskotály

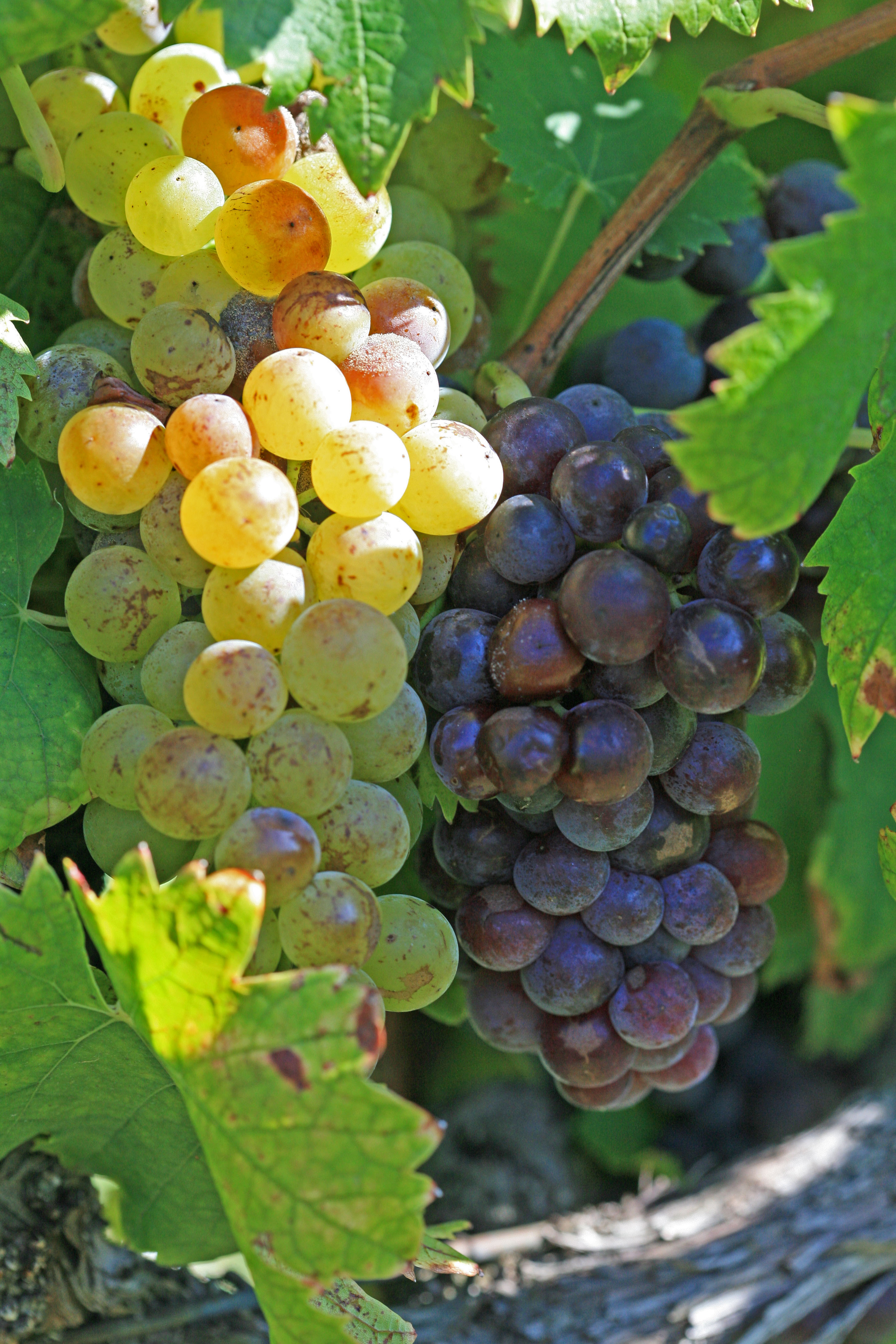
Fehér (muscat blanc) és vörös (muscat noir) muskotály szőlő fürtök

A muskotály a legősibb fehér szőlőfajták (Vitaceae) egyike. Számos bortermő szőlő (Vitis vinifera) változata mellett csemegeszőlőként is igen kedvelt, gyakran használják mazsolának vagy készítenek belőle szőlőlét.
A hosszú idő alatt több mint kétszáz változatát nemesítették ki, minőségi bor termelésére azonban ezek közül mindössze négy-öt alkalmas. A szőlő cukortartalma viszonylag nagy, így melegebb éghajlatú vidéken viszonylag könnyű belőle édes bort készíteni. Népszerűségének fő oka, hogy a szőlő ízét jól visszaadja. Emellett bora lehet igen kiváló, száraz is (pikáns muskotályos zamattal).
A sok savnak köszönhetően a muskotályok sokáig érlelhetőek. A wachaui vagy a pfalzi borvidék erősebb, száraz muskotálya leginkább a panírozott, rántott ételekhez illik, de egyéb ételek kísérőként is ajánlható. A legnevezetesebb muskotályok Ausztriában (Stájerország) és Szlovéniában teremnek.

## Fajtái

### Apró szemű, fehér muskotály (muscat blanc à petits grains)

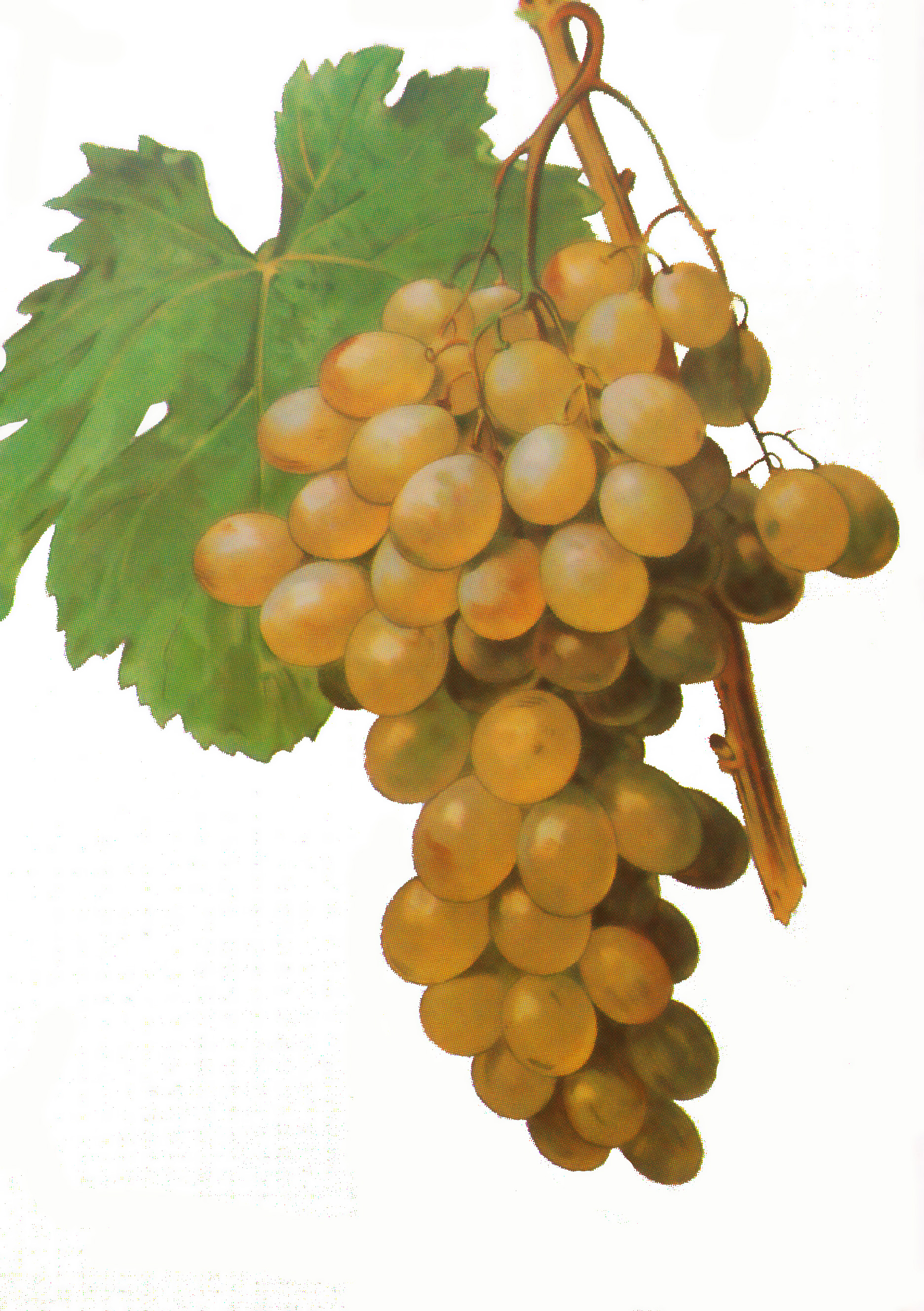
Muscat d'Alexandrie

Valószínűleg a görögök hozták Dél-Franciaországba, és onnan terjedt el szerte Európában, majd a tengerentúlon. Ma kisebb-nagyobb területeken a föld valamennyi bortermelő országában termesztik. Az egyes termőterületeken, országokban a fajta nevei annyira változatosak, hogy gyakran nehéz azonosítani. Franciaországban Muscat Blanc és Muscat d'Alsace, Olaszországban Moscato Bianco, Spanyolországban Moscat, Portugáliában Moscatel, Görögországban Muskuti, Ausztráliában Brown Muscat, Magyarországon sárga muskotály, illetve muscat lunel neveken ismerik.
Középerősen növekedő fajta, elfekvő hajtásokkal. Levele szeldelt, fűrészesen fogazott. A betegségekre kimondottan érzékeny. Bogyói kicsik, ám nevével ellentétben a világossárgától a vörösbarnáig sokféle színűek lehetnek. Ha amúgy sem nagy hozamát még jobban visszafogják, egészen kiváló borokat adhat. A borkészítésre használt muskotályok közül ennek a minősége a legjobb.
Franciaországban elsősorban Languedoc-Roussillonban és a Rhône déli vidékén termesztik; Elzászból a Muscat Ottonel szinte teljesen kiszorította. A franciák készítik a fajta leghíresebb vin doux naturel borait. Ezek:
- Frontignan,
- Lunel,
- Mireval,
- SC-Jean-de-Minerrois
- Muscat á Beaumas-de-Venise.

Magyarországon főleg a tokaji borvidéken termesztik; édes és száraz borokat egyaránt készítenek belőle.

### Alexandriai muskotály (muscat d'Alexandrie)
Ezt a fajtát valószínűleg a rómaiak hozták Egyiptomból Európába. Meleg klímájú területeken jól érik bőséges termést hoz, ám legfőbb erénye az, hogy édes. Többnyire karakteresen muskotályos jellegű, édes, de a fehér muskotálynál jóval egyszerűbb bort ad, ezért folyamatosan veszít jelentőségéből: ma már csak Portugália, Dél-Afrika és Ausztrália bortermelésében játszik komolyabb szerepet. 

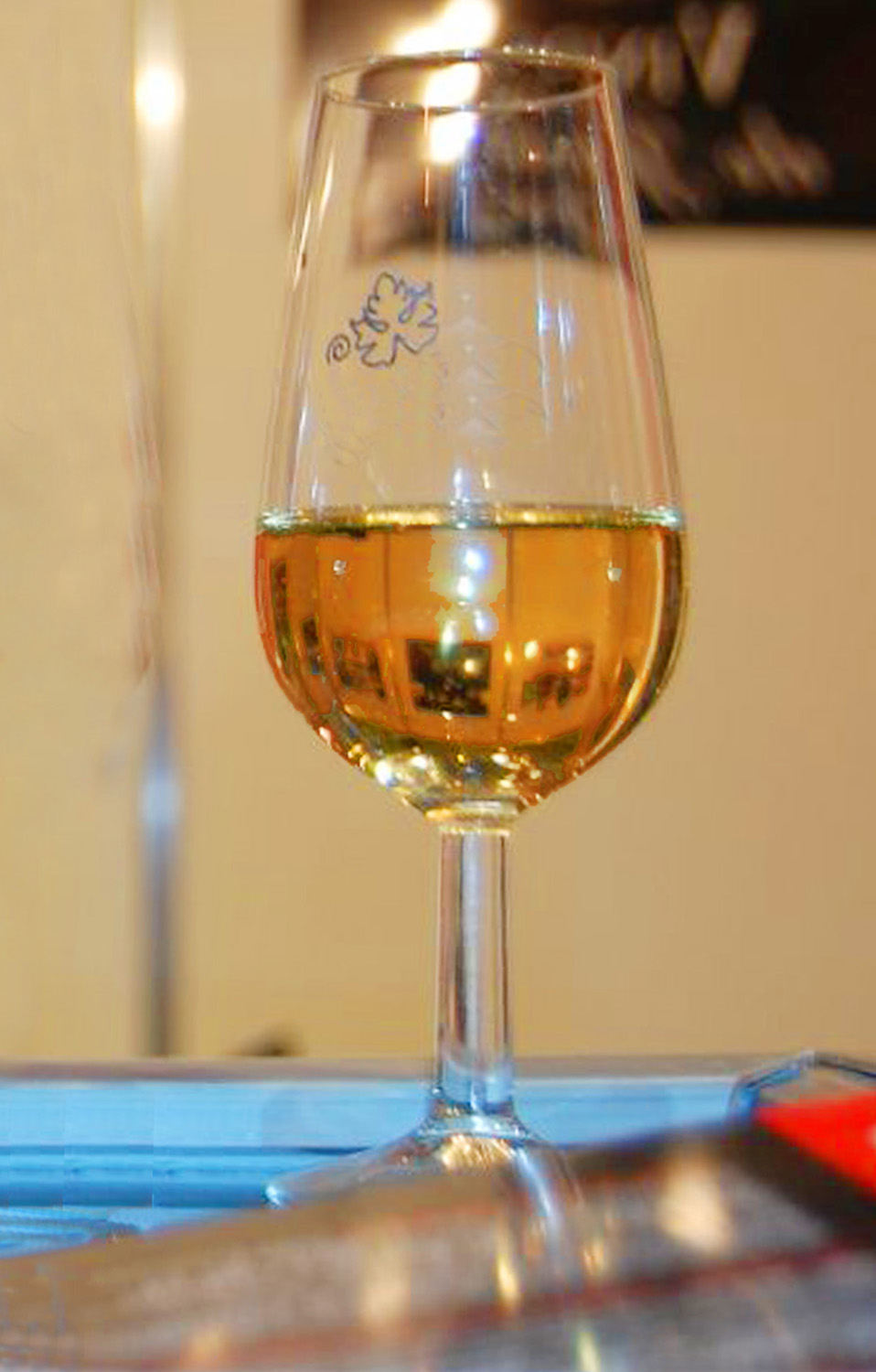
Egy pohár »Muscat de Setúbal«

A belőle készült legismertebb ital a Lisszabontól délkeletre, a Setúbal-félszigeten készült Moscatel de Setúbal likőrbor. A mustot avinálják, tehát az erjedését borpárlat hozzáadásával állítják le, majd érlelőtartályba fejtik, és azokban a szőlő kipréselt héján érlelik egész télen. Tavaszra a bor különösen intenzív muskotályos jellegűvé válik: ekkor szűrik, majd 600 literes hordókba fejtik, és palackozás előtt még hat évig érlelik.
Spanyolország Jerez-Xérès sherry borvidékén ez a három engedélyezett szőlőfajta egyike; ezzel édesítik az alapvetően palominóból érlelt sherryt.
Ausztráliában Muscat Gordo Blanco néven ismerik, és ott ez a második legtöbbet telepített szőlő. Az ország legmelegebb borvidékein termesztik, és a vin doux naturel mellett olcsó bag-in-box borokat is készítenek belőle. A bag-in-box (cask wine, bladder pack) a dobozos tej vagy gyümölcslé mintájára fóliával bélelt, erős kartondobozba töltött bor. A hetvenes évek óta szerte a világon rengeteg bort töltenek így dobozokba. Ausztráliában és Új-Zélandon annyira kedvelik ezt a kiszerelést, hogy általában még az éttermekben is ilyen borokat adnak a csak egy pohár borra vágyó a vendégeknek.
Dél-Afrikában Hanepoot néven ismert, és a kilencvenes évek elején még ez volt a hatodik legnagyobb területen termesztett fajta — majd' kétszer akkora területtel, mint a cabernet sauvignon. Éveken át leginkább szirupszerűen édes, borpárlattal felspriccelt borok készítésére használták — azóta a termelők többsége könnyebb, szárazabb borokat készít ebből a fajtából.

### Hamburgi muskotály (muscat Hamburg)
Bortermelés szempontjából ez a legegyszerűbb muskotályfajta, amit többnyire csemegeszőlőként értékesítenek. Bogyói mindig sötétkékek, és vinifikálva vörösbort adnak. Franciaországban ez a második legfontosabb asztali szőlő, de hasonlóan fontos Görögországban, Kelet-Európában és Ausztráliában is. Bort leginkább Kínában készítenek belőle: ott az amuri szőlővel keresztezve borszőlők egész generációjának atyja volt.

### Ottonel muskotály

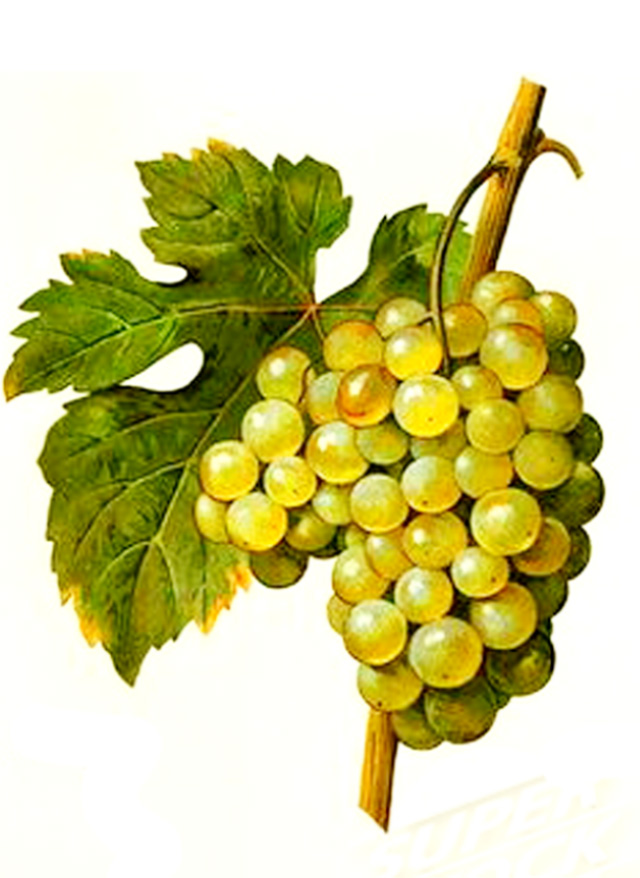
Muscat d'Eisenstadt (Muscat de Saumur), DNS vizsgálatok szerint Chasselas és Muscat d'Eisenstadt keresztezésével hozták létre az Ottonel muskotály fajtát

1852-ben Robert Moreau angers-i kertész állította elő – valószínűleg a saszla és a ingram muskotály (Muscat Ingram) fajták keresztezésével. Dr. Hajdu Edit a BCE Szőlészeti és Borászati Kutatóintézet munkatársa szerint az Ottonel szülei a Chasselas és a Muscat de Saumur fajta volt. Más borszakértő szerint Jean-Pierre Vibert nemesítette 1839-ben Angers-ben. DNS vizsgálatok szerint Chasselas (Saszla) és Muscat d'Eisenstadt keresztezésével hozták létre. Leginkább Európában, a szőlőtermesztés északi határához közel terjedt el, mert a többi muskotálynál sokkal jobban tűri a hideget. Korán (szeptember közepén) érik, így az északi területeken kiváló reduktív borok alapja.
Gondos figyelmet igényel. Már a metszésnél ügyelni kell arra, hogy ne terheljük meg túlságosan a tőkét, mert akkor az illat- és zamatanyagok nagyon legyengülnek. Fontos a szüret időpontjának megválasztás, majd a kezelés. Lassan nő. Vesszői vékonyak, elterülők. Közepesen terem. A fürtje kicsi vagy középnagy, hengeres vagy kissé vállas, közepesen tömött. Bogyói közepesek, a héjuk középvastag; nem rothadnak.
Közepes mennyiségű cukrot és kevés savat tartalmaz.
Borainak fajtajellege az előző három fajtáénál diszkrétebb; általában a szüret utáni évben fogyasztják őket. Megfelelő klímán, későn szüretelve, figyelemre méltó botrytises borokat állítanak elő belőle. Borai intenzíven parfümös (narancsvirág) illatúak. Az utóbbi másfél évszázadban ez a fajta szinte teljesen kiszorította Elzászból a sárga muskotályt, és Ausztriában is ez a legnagyobb területen termelt a muskotályféle. Kedvelt és bevált szőlőfajta Németországban, és egy keveset Ausztráliában is termesztenek. Ausztrál változata aprószemű és ettől erősen muskátli virágillatú, amit a kóstolók többnyire nagyra értékelnek.
Magyarország borvidékeinek Soprontól a Bükkaljáig terjedő északi láncolata ideális feltételeket kínál termesztéséhez, de ezt nálunk még kevés termelő ismerte fel. Leginkább a Mátrai, az Egri és a Balatonboglári borvidéken gyakori. A Badacsonyi borvidéken ez a badacsonyi muskotály alapanyaga. Teljes termőterülete 2007-ben 1430 hektár volt.